# Odostemon eherenbergii
Odostemon eherenbergii là một loài thực vật có hoa trong họ Hoàng mộc. Loài này được (Kunze) Standl. mô tả khoa học đầu tiên năm 1922.